# ヴィドヴダン憲法
ヴィドヴダン憲法（ヴィドヴダンけんぽう、セルビア・クロアチア語: Vidovdanski ustav）は、セルビア人・クロアチア人・スロベニア人王国（のちユーゴスラヴィア王国）における最初の憲法である。
「ヴィドヴダン憲法」の名称は、成立した日がセルビア正教の聖人ヴィトゥスの祝日であることにちなんだものである。

## 概要
1920年11月に行われた憲法制定議会選挙の結果、急進党と民主党の連立内閣が成立した。しかし、中央集権的な憲法を志向する与党に対し、地方分権的な憲法を主張するクロアチア共和農民党が対立姿勢をとった。1921年7月28日、クロアチア共和農民党の欠席や共産党の棄権などがあったものの、1903年のセルビア王国憲法をモデルとする憲法案が可決された。多数決の内訳は、419人の議員のうち223人が賛成であった（35人が反対。161人が棄権。）。この憲法は、アレクサンダル1世が1929年1月より独裁制を宣言して憲法を停止する（1月6日独裁制）まで存続した。
憲法は、一院制の議会を持つ立憲君主制国家を規定している。基本的人権の尊重や普通・直接・秘密選挙も規定された。
当初、クロアチア共和農民党は憲法の正統性を認めなかった。しかし、1925年選挙の後、急進党のニコラ・パシッチによる申し出を受けて、クロアチア共和農民党（妥協成立後にクロアチア農民党と改称）が連立内閣に加わり、憲法に合意することになった。この際、同党の党首であるスチェパン・ラディチらが獄中から釈放された。